# Estádio Shakhtar
O Estádio Shakhtar é um estádio localizado em Donetsk, na Ucrânia.
Inaugurado em 5 de Setembro de 1936, tem capacidade para 31.718 torcedores. É actualmente utilizado pelo Shakhtar Donetsk (categoria de base) e FC Metalurg Donetsk para jogos internacionais.
O estádio foi praticamente reconstruido em 2000.